# 倫敦大學城市聖喬治學院
倫敦大學城市聖佐治學院是一家於2024年8月1日成立的大學，由倫敦大學城市學院和倫敦大學聖佐治學院合併而成。合併計劃發表於2024年2月22日。

## 外部連結
- 倫敦大學城市聖佐治學院 （页面存档备份，存于）